# Фукусима (фильм)
«Фукусима» («Атомные самураи») — японский драматический фильм-катастрофа 2020 года, снятый режиссёром Сэцуро Вакамацу по сценарию Ёити Маэкавы. В фильме рассказывается о главной группе сотрудников, которым поручено справиться с аварией на атомной электростанции Фукусима-дайити после землетрясения и цунами Тохоку в 2011 году. Картина основана на книге Рюсё Кадоты «На грани: внутренняя история Фукусимы-дайити» и является одним из первых японских фильмов, изображающих катастрофу. В главных ролях: Коити Сато и Кэн Ватанабэ.

## Сюжет
В 14:46 11 марта 2011 года произошло крупнейшее землетрясение в истории Японии магнитудой 9,1 и максимальной сейсмической интенсивностью 7. На АЭС «Фукусима-1» обрушивается огромное цунами. Было ясно, что ядерный реактор полностью обесточился из-за затопления цунами. Авария на станции привела к тому, что реактор оказался в состоянии не поддающемся охлаждению и получил невообразимый ущерб из-за расплавления ядерного топлива.
Работники на месте, включая Идзаки Харуку, который дежурит на блоках 1 и 2, остаются на атомной электростанции и усердно трудятся, чтобы контролировать реактор. Директор Масао Ёсида, который контролирует общее командование, вдохновляет своих подчинённых, но также выражает гнев на головной офис и Кантэй (канцелярию премьер-министра), которые не полностью осведомлены о ситуации. Однако усилия на месте оказались тщетными, и ситуация продолжала ухудшаться, вынуждая окружающих людей эвакуироваться.
В худшем сценарии этой аварии, оцененном Кантэй, радиус поражения составил бы 250 км с целевым населением эвакуации около 50 миллионов человек, что означало бы уничтожение восточного Хонсю (крупнейшего главного острова). Единственным вариантом на месте происшествия была бы «вентиляция», которая никогда ранее не проводилась в мире и требует ручного труда рабочего, который должен был бы бросить свое тело в реактор. Операция, наконец, началась, когда она была отрезана от внешнего мира и никакой информации не вводилось.

## В ролях
- Коити Сато — Тосио Идзаки, начальник смены электростанции[1]
- Кэн Ватанабэ — Масао Ёсида, начальник объекта АЭС «Фукусима-1» во время катастрофы[1]
- Рихо Ёсиока[англ.] — Харука Идзаки
- Хидэтака Ёсиока[англ.] — Такуми Маэда
- Наруми Ясуда[англ.] — Мари Асано
- Сиро Сано[англ.] — Премьер-министр Японии (Наото Кан)
- Мицуру Хирата[англ.] — Сигэру Хираяма
- Юри Накамура[англ.] — Кана Маэда
- Масанэ Цукаяма[англ.] — Кэйдзо Идзаки
- Ясуюки Маэкава[англ.] — Хидэо Хэнми
- Сигэру Идзумия[англ.] — Мацунага
- Сёхэй Хино[англ.] — Омори Хисао
- Наото Огата[англ.] — Нодзири Сёити

## Производство
Съёмки начались в ноябре 2018 года. Пост-продакшн начался в мае 2019 года.

## Приём
Марк Шиллинг из The Japan Times дал фильму положительную рецензию, заявив, что он «стремится, смело для мейнстримового фильма, рассказать некоторые домашние истины, исходя из мышления операторов станции, ориентированного на прибыль». Сюжетная линия, предполагающая, что премьер-министр Японии непосредственно поднялся на борт атомной электростанции и задержал процесс сброса, что привело к расширению ущерба, противоречит отчёту комиссии по расследованию аварии, которая полностью опровергла это утверждение. Задержка с сбросом была в первую очередь связана с ручной подготовкой, которая заняла много времени и не была связана с инспекцией премьер-министра. Научный журналист Такафуми Соэда критикует фильм за то, что авария на Фукусиме изображена как непредвиденное событие, вызванное цунами, превосходящим человеческие ожидания, в то время как на самом деле руководители TEPCO во главе с директором Ёсидой решили отложить меры по борьбе с цунами до 2016 года, несмотря на то, что технические эксперты TEPCO уже в 2008 году пришли к выводу, что меры по борьбе с цунами были неизбежны. Аварии можно было бы избежать, если бы TEPCO предприняла меры по борьбе с цунами в той же степени, что и другие энергетические компании. Соэда утверждает, что фильм игнорирует ответственность TEPCO и скрывает истинную природу аварии, представляя её как героическую историю с места происшествия. Кроме того, автор исходного материала фильма, Рюсё Кадота, является центральной фигурой в продвижении крайне правых теорий заговора в Японии, включая теории заговора QAnon.